# رابرت پیل
رابرت پیل (انگلیسی: Robert Peel؛ زاده ۵ فوریهٔ ۱۷۸۸ درگذشته ۲ ژوئیهٔ ۱۸۵۰) یک سیاست‌مدار اهل بریتانیا بود.